# Karl Harrer
Karl Harrer, född 8 oktober 1890 i Beilngries, död 5 september 1926 i München, var en tysk journalist och politiker, en av grundarna till Deutsche Arbeiterpartei ("Tyska arbetarpartiet", DAP) 1919. Partiet skulle komma att bli Nationalsozialistische Deutsche Arbeiterpartei (NSDAP).
Harrer var medlem av det högerextrema Thulesällskapet, vilket gav honom i uppdrag att grunda en Politischer Arbeiterzirkel ("politisk arbetarunion"), en order han förverkligade tillsammans med Anton Drexler i oktober 1918. Den 5 januari 1919 ledde detta till att partiet DAP grundades. I detta var inte bara Harrer och Drexler involverade utan även Gottfried Feder och Dietrich Eckart.
Harrer blev partiets första ordförande och tog sig titeln Reichsvorsitzender; hans plan för att fortsätta DAP som ett hemligt sällskap bredvid Thulesällskapet krockade med Adolf Hitlers, som hade gått med i partiet. Mot slutet av 1919 hade deras rivalitet blivit alltmer tydlig. Harrer menade, att Hitler hade drabbats av storhetsvansinne, och avgick från alla partiposter samt lämnade partiet, efter press från Hitler den 5 januari 1920. Ordförandeskapet lämnades först över till viceordförande Drexler och 1921 till Hitler själv.